# Romeria
Romeria is een geslacht van uitgestorven captorhiniden, bekend uit het Vroeg-Perm van Texas van de Verenigde Staten. 
Het werd voor het eerst benoemd in 1937 door Llewellyn Ivor Price en de typesoort is Romeria texana. De geslachtsnaam eert Alfred Romer. De soortaanduiding verwijst naar de herkomst uit Texas. Romeria texana is bekend van het holotype MCZ 1480, een driedimensionaal geconserveerde schedel. Het werd verzameld in de Archer City Bonebed 1-vindplaats, van de Archer City-formatie, daterend uit het Asselien van het Cisuralien-tijdperk, ongeveer 299-294,6 miljoen jaar geleden. De tweede soort Romeria primus werd benoemd door Clark en Carroll in 1973. In 1979 werd de soortaanduiding door Heaton geëmendeerd (gecorrigeerd) als Romeria prima, dus met de correcte vrouwelijke uitgang. Romeria prima is bekend van het holotype MCZ 1963, een driedimensionaal geconserveerde schedel. Het werd verzameld in de Cottonwood Creek-vindplaats, vanaf dezelfde horizon als de typesoort.
De schedel van het holotype van R. texana heeft een lengte van ongeveer vijfentwintig millimeter.
Romeria staat vermoedelijk basaal in de Captorhinidae. Vroeger werd wel een eigen Romeriidae aangenomen maar dat is vermoedelijk geen klade.